# Festival de Inverno de Garanhuns
O Festival de Inverno de Garanhuns é realizado anualmente na cidade de Garanhuns, localizada no Agreste Pernambucano. Espetáculos, apresentações e outras manifestações culturais acontecem em diversos polos (Parque Euclides Dourado, Parque Ruber Van Der Lin Den, Praça Mestre Dominguinhos, Praça Souto Filho (Praça da Palavra), Colunata (Palco da Cultura Popular), e outros). Trata-se de um evento cultural que mistura diversas linguagens e estilos musicais – Rock, MPB, Blues, Jazz, Forró, Música instrumental, Sertanejo, Brega, erudita e outros estilos musicais. Destaque também para teatro, literatura, cinema, circo, gastronomia e fotografia.
A cada ano o festival atrai milhares de pessoas de todo o País. Além dos shows, oficinas culturais, exposições de arte, apresentações circenses e outras manifestações culturais, o festival exibe filmes de todos os gêneros.
Devido à Pandemia de COVID-19 o festival não foi realizado no ano de 2020.
Em 29 de março de 2022 foi anunciado que a abertura das inscrições para participar da 30° edição do festival estavam abertas. No dia 23 de junho de 2022 o prefeito de Garanhuns Sivaldo Albino, anunciou que o evento irá ocorre do dia 15 a 31 de julho, totalizando 17 dias. Tornando-se o maior festival da história do município.
Dentre os 800 artistas que irão se apresentar no festival de inverno de Garanhuns 2022, estão: A cantora Adriana Calcanhotto, o rapper Filipe Ret, o grupo internacional de jazz escalandrum, a dupla AnaVitória, os cantores  Nando Reis, Titãs, Xamã e Baco Exu do Blues compõe a programação do 30° FIG.
Após a 31ª edição, o FIG passou a ser realizado pela prefeitura de Garanhuns, com patrocínio dos governos federal e estadual. A 32ª edição começou em 11 de julho de 2024 e foi até 28 de julho de 2024. Com um novo formato, o palco principal funcionou durante todo o evento os demais polos iniciaram no dia 19 de julho de 2024. O festival conta com mais de 20 polos espalhados pela cidade e continua sendo o maior festival multicultural da América Latina.
No dia 17 de julho de 2024, a cantora garanhuense Carla Marques, o baiano Pablo, o pernambucano Conde do Brega e a pernambucana de coração Raphaela Santos levaram mais de 75 mil pessoas ao palco principal, que teve seus portões fechados às 21:30 por ter atingido o limite máximo de lotação segura do evento. Vale ressaltar que esse foi o recorde de público do palco mestre Dominguinhos em todas suas 32 edições. 

## Edições
A 30ª edição do Festival, realizada no Agreste pernambucano, desde 15 de julho,  foi marcada pelo resultado econômico significativo para o Estado. A programação cultural do FIG 2022, que contou com um dos maiores públicos do festival, gerou uma receita turística total de R$ 24 milhões, sendo destes, R$ 16 milhões resultante de gastos dos turistas e R$ 8 milhões de gastos aplicados a excursões, de acordo com um levantamento realizado pela Unidade de Pesquisa da Secretaria de Turismo e Lazer e a Empetur. O público do FIG contou com renovação. Aproximadamente 40% dos visitantes estiveram pela primeira vez no evento. A Pesquisa do Perfil dos Visitantes e o Perfil Socioeconômico do FIG foi realizada nos dois primeiros finais de semana do evento, nos dias 15 a 17 e 22 a 24 de julho.